# Јован Кантакузин (пинкерн)
Јован Кантакузин (грч. Ἱωάννης Καντακουζηνός) био је гувернер Тракејске теме између 1244. и 1249. године, са титулама дукс и пинкерн. Године 1249. командовао је експедицијом коју је послао цар Јован III Дука Ватац против Ђеновљана који су извршили инвазију и преузели контролу над Родосом током одсуства његовог гувернера Јована Габала.
Пред крај свог живота Јован Кантакузин се замонашио, примивши име Јоаникије, и умро је негде пре 1257. године.
Доналд Никол пружа доказе који подржавају идентификацију овог Јована са Јованом Кантакузином Комнином Анђелом, који је био муж Ирине Комнин Палеолог, сестре цара Михаила VIII Палеолога. Позната деца овог пара су:
- Теодора, која се удала први пут за Ђорђа Музалона, други пут за Јована Раула Петралифа;
- Марија, жена бугарског цара Константина I Асена Тиха;
- Ана, жена деспота Нићифора I Комнина Дуке од Епира;
- Евгенија, жена генерала Сиргијана, и мајка Сиргијана Палеолога;
- Могућа пета неименована ћерка, која се удала за Теодора Музалона.